# ジョン・ドイル
ジョン・ドイル （John Doyle、1959年5月6日 - ）は、イギリスのミュージシャン。ポストパンクバンド、マガジンのドラマーとして活動した。

## 来歴
マンチェスターの様々なローカル・バンドでプレイした後、ジョン・マッギオークからマガジンの新ドラマーオーディションに誘われ、1978年10月にマガジンに加入した。1981年のバンド解散までバンドに在籍。解散後はケン・ロッキーのアルバムに参加したり、見岳章とコラボレーションを行っている。
1983年にマッギオークらとジ・アーモリー・ショウを結成。1986年の脱退後もセッションドラマーとして活動したが、家族を持ってから収入面で不安定と感じた音楽業界を離れ、様々な広告代理店でDTPとして働き始める。
2009年に行われたマガジンの再結成ツアーに参加し、テレビ、ラジオ出演も行った。